# 曹顯庚
曹顯庚，字西長，號星哉，浙江嘉興人，清朝官員。
監生出身，考授州同知，加捐泉州府通判。乾隆元年（1736年）任台灣澎湖廳通判。范咸主修的《重修臺灣府志》中有他的記載。乾隆八年（1743年）接替曾日瑛任兴化府知府一职，後由萧掞接任。